# En gang og altid
En gang og altid er det andet studiealbum fra den danske sangerinde Helene Blum. Det blev udgivet den 27. januar 2009.
Blums mand Harald Haugaard spiller violin på albummet. Christian Juncker fra duoen Juncker har skrevet sangen "Når Jeg Lukker Øjnene" sammen med Christine Milton. "I Danmark er jeg født" er skrevet af H.C. Andersen i 1850. Desuden medvirker den irske fløjtenist Brian Finnegan på som gæstemusiker. "Vil du som jeg" er baseret på et digt af Emil Aarestrup med titlen "Vil du?".
Musikmagasinet GAFFA gav albummet tre ud af seks stjerner, mens Jyllands Posten kvitterede med fem ud af seks stjerner.

## Spor
1. "Vil Du Som Jeg" - 3:18
2. "En Gang Og Altid" - 3:20
3. "Når Jeg Lukker Øjnene" (Christian Juncker, Christine Milton) - 3:43
4. "En sømand har sin enegang/Sømanden og havet" - 4:14
5. "Mit Hjerte" - 3:37
6. "Om Kvælden" - 4:28
7. "Sømandsenken" - 3:55
8. "Kongebørn" - 3:57
9. "Du Gav Os De Blomster" - 3:21
10. "Jeg Er Din" - 2:38
11. "Urtegården" - 3:33
12. "I Danmark er jeg født" (H.C. Andersen) - 3:34

## Medvirkende
- Helene Blum – vokal, guitar
- Harald Haugaard – violin
- Andy Cutting – melodeon
- Leo Svensson – cello
- Mette Spang-Hanssen - cello
- David Tallroth – mandolin, guitar
- Sune Hånsbæk – guitar
- Morten Alfred Høirup – guitar
- Mikkel Bøgild – guitar
- Morten Nordal – guitar
- Tapani Varis – bas
- Steffan Sørensen – bas
- Rasmus Zeeberg – banjo, guitar
- Stine Falk – kor
- Hans Mydtskov – duduk
- Brian Finnegan – fløjte